# Equipe tajique na Copa Davis
A equipe tajique na Copa Davis representa o Tajiquistão na Copa Davis, principal competição de tênis masculina por equipes do mundo. É administrada pela National Tennis Federation of the Republic of Tajikistan.